# Бицценбах
Бицценбах (нем. Bizzenbach) — река в Германии, протекает по земле Гессен. Левый приток Эрленбаха (бассейн Майна).

## География

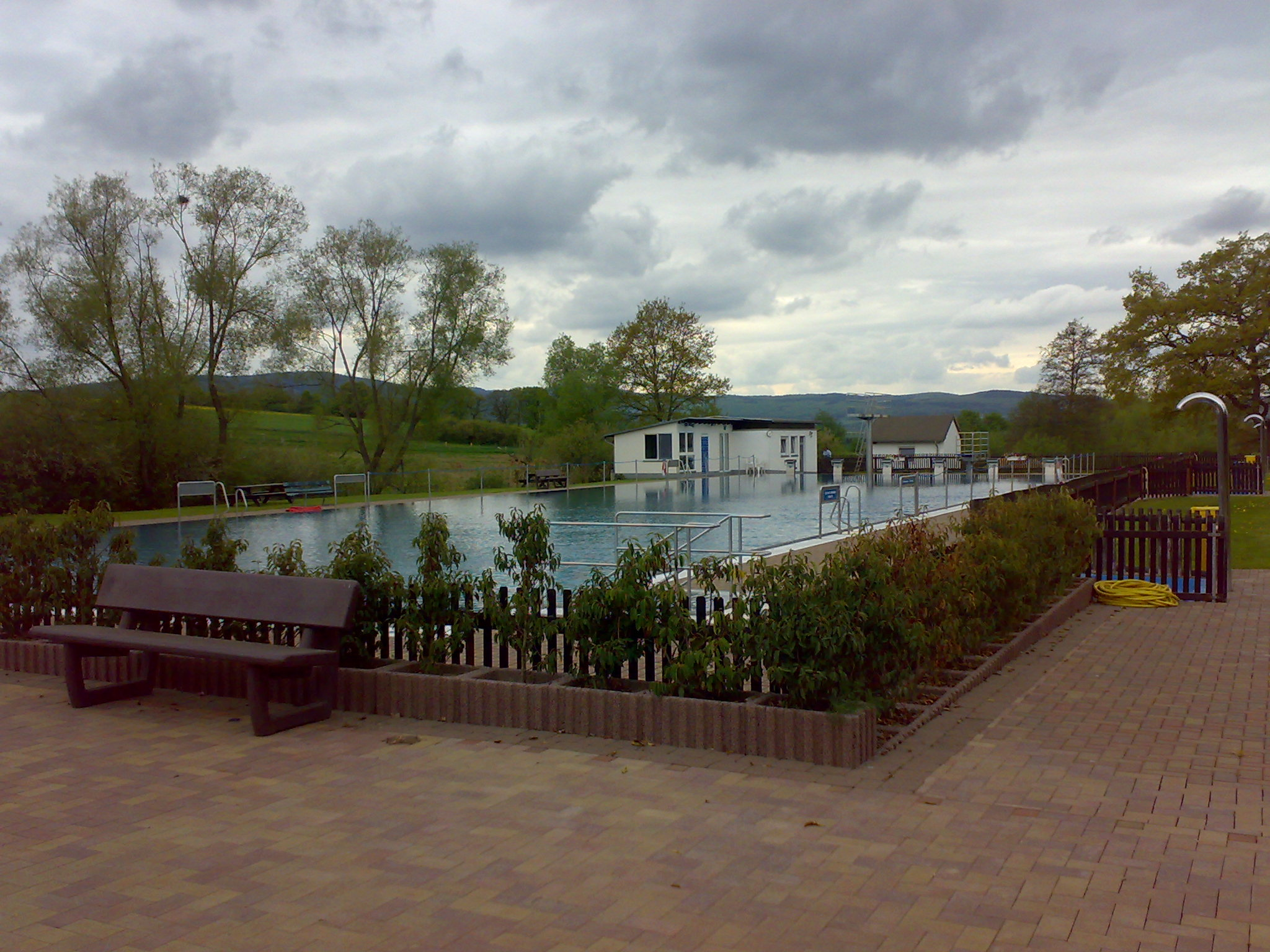
Бассейн Людвига-Бендер муниципалитета Wehrheim

Река Бицценбах протекает в лесной зоне в горном районе Таунус. Протекает через сельскохозяйственной район Bizzenbachtal на запад. Из реки брали воду в Людвига-Бендер-ванны муниципалитета Верхайм. В настоящее время река протекает рядом с бассейном.
Летом пересыхает. Причиной этому являются водозаборы для сельского хозяйства и бассейна. Местный муниципалитет Верхайм планирует приобрести в собственность водоохранную полосу шириной 10 метров по обе стороны от реки (20 га) для её защиты и предупреждения наводнений.
Река имеет приток — реку Верхайм (длина 1,8 км).
В окрестностях реки расположена плотина Хаймер и бывшее еврейское кладбище Верхайм.